# Воловица (Молдова)
Воловица (рум. Voloviţa) — село в Сорокском районе Молдавии. Является административным центром коммуны Воловица, включающей также село Александру-чел-Бун.

## История
В 1836 году в Воловице было 38 крестьянских хозяйств, 95 мужчин и 90 женщин, 951 десятина обрабатываемой земли, 177 десятин леса, 20 десятин садов и 12 десятин табака. Селом владел дворянин Тарчевский.

## География
Село расположено на автостраде республиканского значения Сороки—Кишинёв в 7 км от Сорок, в 30 км от ж.-д. станции Флорешты и в 43 км от ж.-д. станции Дрокия на высоте 250 метров над уровнем моря. Село находится на границе с Украиной, расстояние до ближайшего таможенного пункта — 8 км.

## Население
По данным переписи населения 2004 года, в селе Воловица проживает 1295 человек (621 мужчина, 674 женщины).
Этнический состав села:
| Национальность | Число жителей | Процентный состав |
| -------------- | ------------- | ----------------- |
| молдаване      | 1230          | 94,98             |
| украинцы       | 27            | 2,08              |
| русские        | 24            | 1,85              |
| румыны         | 7             | 0,54              |
| прочие         | 7             | 0,54              |
| Всего          | 1295          | 100 %             |